# Тајан (Елафити)
Тајан је мало ненасељено острво у хрватском делу Јадранског мора у Дубровачко-неретванској жупанији.
Тајан се налази у групи Елафитских острва између Шипана, од којег је удаљено око 3 км, Јакљаном и Олипом. На острву које има површину 0,111 км² постоји светионик са црвеним светлом који шаље светлосне сигнале сваке 3 секунде (тако да је време светлости дуже од времена таме). Видљивост светионика је 4 наутичке миље. Дужина обалске линије износи 1,41 км.